# Rairiz de Veiga (kommunhuvudort)
Rairiz de Veiga är en kommunhuvudort i Spanien.   Den ligger i provinsen Provincia de Ourense och regionen Galicien, i den nordvästra delen av landet, 400 km nordväst om huvudstaden Madrid. Rairiz de Veiga ligger 621 meter över havet och antalet invånare är 1 798.
Terrängen runt Rairiz de Veiga är kuperad åt nordväst, men åt sydost är den platt. Runt Rairiz de Veiga är det ganska tätbefolkat, med 67 invånare per kvadratkilometer. Närmaste större samhälle är Xinzo de Limia, 9,4 km öster om Rairiz de Veiga. Trakten runt Rairiz de Veiga består till största delen av jordbruksmark.